# Diospyros haivanensis
Diospyros haivanensis är en tvåhjärtbladig växtart som beskrevs av T. H. Nguyên. Diospyros haivanensis ingår i släktet Diospyros och familjen Ebenaceae. Inga underarter finns listade i Catalogue of Life.